# Xysticus acerbus obscurior
Xysticus acerbus là một phân loài nhện trong họ Thomisidae.
Loài này thuộc chi Xysticus. Xysticus acerbus obscurior được Wladislaus Kulczynski miêu tả năm 1895.